# إيزوبرين
إيزوبرين هو مركب كيميائي عضوي له الصيغة C5H8 والتي تكتب بالصيغة المفصلة CH2=C(CH3)-CH=CH2، وله الاسم النظامي 2-ميثيل-3,1-بوتاديين.
يوجد في الشروط العادية على شكل سائل عديم اللون. وهو المركب الأساس في مجموعة مركبات التربينات.

## الوفرة الطبيعية
تمكن الكيميائي تشارلز وليامز Charles Hanson Greville Williams من عزل إيزوبرين لأول مرة سنة 1860 من نواتج التحلل الحراري للمطاط.
تنتج بعض الأشجار مركب إيزوبرين طبيعياً مثل السنديان والحور، وذلك كآلية للتغلب على الإجهاد اللاأحيائي.

## التحضير
يمكن التحضير مخبرياً من تفاعل الإيثيلين مع البروبيلين حيث يتشكل 2-ميثيل-البوتين، والذي يخضع لاحقاً لتفاعل نزع هيدروجين للحصول على الإيزورين بوجود حفاز من أكسيد الكروم-أكسيد الألومنيوم.
كما يمكن أن تتم عملية التحضير بإجراء عملية ديمرة البروبيلين إلى 2-ميثيل البنتين، ثم بإجراء تفاعل حذف لجزيء الميثان:

## الخواص
يوجد إيزوبرين في الشروط القياسية من الضغط ودرجة الحرارة على شكل سائل عديم اللون، سهل التطايرية، ضعيف الانحلالية في الماء، لكنه ينحل بسهولة في المذيبات العضوية مثل ثنائي إيثيل الإيثر.

## الاستخدامات
يستخدم المركب في تحضير المطاط الصناعي بولي إيزوبرين Polyisoprene.